# Cursa de portadors de sacs d'avellanes
Les curses de portadors de sacs d'avellanes són una disciplina esportiva que consisteix a portar a coll un sac d'avellanes que pesa 58 quilograms en categories masculina i 28 kg en femenina. El recorregut té un mínim de 800 metres i un màxim de 1.500.
El seu origen es remunta a l'any 1955 quan Joan Besora va acceptar la juguesca de fer el tomb de ravals de Reus amb un sac d'avellanes de 58 kg a l'esquena. No va ser però fins a l'any 1983 que es va organitzar la primera cursa. La tradició es va perdre a Reus però els pobles de Valls i Riudoms la van adoptar. El 1997 es van recuperar les curses a Reus.
A data de 2019 se celebren tres curses: a Reus durant la Fira de Sant Jaume, a Valls durant la Firagost i a Riudoms durant la Fira de l'Avellana. A més dels premis pels tres primers classificats de cada cursa, a cada cursa se sumen punts pel premi de la combinada: els participants a cada cursa reben una puntuació en funció de la seva posició i el que aconsegueix més punts rep el Gran Premi Unió.